# 多形倒錯
多形倒錯（たけいとうさく）とは精神分析の概念である。ジークムント・フロイトが提唱したもので、人間の幼少期のセクシュアリティの非特異的な性質（幼児性欲）を説明する際に使われた。